# Sungir

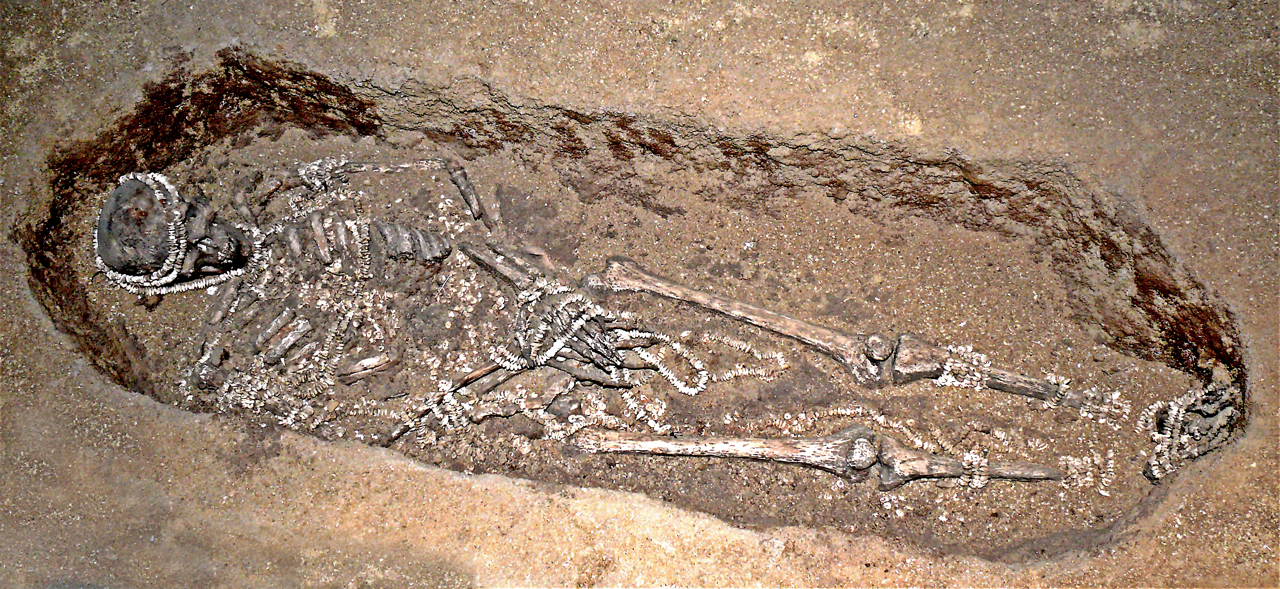
Sépulture du « vieil » homme à Sungir

Sungir est un site préhistorique du Paléolithique supérieur découvert en 1955 en Russie. Il est situé à environ 200 km à l'est de Moscou, dans la périphérie de Vladimir. C'est l'un des plus anciens sites connus ayant livré des fossiles d'Homo sapiens à une latitude aussi septentrionale.

## Historique
Le site a été fouillé entre 1957 et 1977. Après la découverte de la tombe d'un homme adulte, l'archéologue russe Otto N. Bader y a mis au jour en 1969 la sépulture conjointe de deux garçons. Initialement un des enfants avait été identifié comme une fille, mais des analyses génétiques réalisées en 2017 ont montré que tous les corps inhumés étaient masculins.

## Vestiges
Les deux enfants reposaient dans une fosse longue de 3 mètres, sur une couche d'ocre rouge, leurs squelettes formant une file symétrique, chacun accompagné d'une lance en ivoire de mammouth. Les trois individus enterrés à Sungir étaient tous accompagnés d'objets d'exception, dont 13 300 perles en ivoire de mammouth, sans doute cousues à l'origine sur leurs vêtements.
Otto Bader a aussi exhumé un fémur néandertalien qui avait été rompu à l'articulation. La cavité interne de l'os avait été remplie avec de la poudre de couleur ocre.

## Datation
Le site a été daté entre 32 050  et   28 550 ans av. J.-C. Une analyse ADN réalisée en 2017 a proposé un âge de 34 000 ans avant le présent.

## Génétique
Les résultats de l'ADN du chromosome Y (2017) montrent que les quatre individus sont de l'haplogroupe C1a2. Ils présentent une affinité génétique avec les individus de Kostenki en Russie et ceux de Dolní Věstonice en République tchèque, ces derniers sont associés au Gravettien.